# Entredós (tipografía)
Entredós es un grado tipográfico que equivale a unos 10 puntos. Está entre los grados de Breviario y Lectura Chica (que es mayor).
Otra denominación para el mismo cuerpo era Filosofía. 